# Les Noces de Jeannette
Personnages
- Jean (baryton)
- Jeannette (soprano)
- Pierre (ténor)
- Thomas (basse)

Les Noces de Jeannette est un opéra comique en un acte de Victor Massé sur un livret de Jules Barbier et Michel Carré. Il est créé à Paris dans la Salle Favart de l'Opéra-Comique le 4 février 1853 sous la direction de Théophile Tilmant. L'œuvre porte comme dédicace : « à la mémoire de ma mère ». L'œuvre sera jouée plus de 1400 fois sur la scène de la Salle Favart jusqu'en 1953.

## L'intrigue
Dans un village de la campagne française, Jean, un jeune paysan sans famille, resté célibataire, s’est amouraché d’une fille sage et charmante, Jeannette, qui l’aime aussi et a accepté de l’épouser. Mais une fois devant le maire et le notaire, le promis est pris d’une soudaine crainte du mariage et il fuit la cérémonie avant d'avoir dit oui.
Jeannette paraît : elle veut savoir pourquoi il a changé d’avis. Jean avoue que la peur du mariage en est la cause et comme elle paraît prendre les choses du bon côté, il part rejoindre ses amis au cabaret. Lorsqu'elle le voit embrasser d'autres filles du village, Jeannette jure de se venger de cet homme qu'elle aime pourtant toujours.
Jean passablement éméché, revient chercher son bouquet de marié, pour l’offrir à ces dames. Mais Jeannette reparaît : elle déclare vouloir une revanche et lui dit que son père arrive, armé de ses pistolets. Jean, terrorisé, signe le contrat de mariage qu’elle lui tend, mais elle déclare qu’elle ne le signera pas, voulant simplement montrer au village que c’est elle et non lui, qui a refusé. Elle le fait sortir, signe à son tour, confie le papier à son petit cousin et informe Jean… qu’ils sont mariés ; car elle l’aime toujours !
Jean, fou furieux, promet à Jeannette que sa vie avec lui sera un enfer. Il brise tous les meubles et monte à l’étage cuver son vin. Jeannette ramasse l’habit de noce tout déchiré du garçon, le recoud, et fait remplacer le mobilier cassé par les meubles de sa dot. Elle met un couvert sur la table et disparaît dans la cuisine préparer un repas. Lorsque Jean reparaît, il est stupéfait de voir les nouveaux meubles et d’entendre Jeannette chanter dans la pièce voisine. Attendri, séduit, il déclare ne pas vouloir manger seul le repas qu’elle lui a préparé. Et les deux époux tombent dans les bras l’un de l’autre.

## Airs principaux
- Ouverture
- « Enfin me voilà seul » (Jean)
- « Parmi tant d'amoureux » (Jeannette)
- « Margot, lève ton sabot » (Jean)
- « Halte là, s'il vous plaît » (Jean, Jeannette)
- « Ah vous ne savez pas ma chère » (Jean)
- « Cours mon aiguille dans la laine » (Jeannette)
- « Les voilà, ces meubles joyeux » (Jeannette)
- « Chant du rossignol » (Jeannette)
- « Allons, je veux qu'on s'assoie » (Jean, Jeannette)
- « Oui, mes amis, c'est ma femme » (Jean, Jeannette, chœur)

## Distribution et interprètes de la création
- Jean (baryton) : Joseph-Antoine-Charles Couderc
- Jeannette (soprano) : Caroline Miolan-Carvalho
- Pierre (ténor) : Begat
- Thomas (basse) : Louis Palianti

## Enregistrements
- Ninon Vallin (Jeannette), Léon Ponzio (Jean), M. Laurent (Thomas), Mme. De Busson (Pierre), orchestre et chœur de l'Opéra-Comique, Paris, dirigé par Laurent Halet. Enregistré par Pathé en1922.